# 冯雨
冯雨（1999年9月30日—），北京人，中国女子花样游泳运动员。她曾代表中国参加2020年夏季奥林匹克运动会花样游泳比赛，获得团体比赛银牌，又在2024年夏季奥林匹克运动会花样游泳比赛中获得团体比赛金牌（亦为中国花样游泳队成立41年以来首枚奥运金牌），成为夏季奥运会中国代表团历史上第一名担当开幕式旗手后在该届奥运会获得金牌的运动员，此前冬奥会中国代表团第一名打破“开幕式旗手魔咒”的是2022年担任旗手的速度滑冰运动员高亭宇。